# Saint-Goazec
 Saint-Goazec  (en bretón Sant-Wazeg) es una población y comuna francesa, situada en la región de Bretaña, departamento de Finisterre, en el distrito de Châteaulin y cantón de Châteauneuf-du-Faou.

## Demografía
| 1042 | 976 | 845 | 876 | 771 | 725 |
| Para los censos de 1962 a 1999 la población legal corresponde a la población sin duplicidades (Fuente: INSEE [Consultar]) |     |     |     |     |     |